# Хрєнов Костянтин Костянтинович
Костянти́н Костянти́нович Хрєно́в (25 лютого 1894, м. Боровськ, нині Калузької області Росії — 11 жовтня 1984, Київ) — український учений у галузі електрозварювання. Дійсний член АН УРСР (1945). Член-кореспондент АН СРСР (1953). Заслужений діяч науки і техніки УРСР (1955).

## Біографія
1918 року закінчив Петроградський електротехнічний інститут.
До 1947 року працював у Росії (з 1921 викладач, згодом професор у вищих школах Ленінграду й Москви), потім в Україні: в Інститутах АН УССР — електрозварювання й електротехніки; рівночасно працював у Київському політехнічному інституті.

## Наукова діяльність
Основні праці Хрєнова стосуються електрозварювання металів, зокрема метод електрозварювання й різання металів під водою (Сталінська премія 1946 року) та холодного зварювання.
Автор близько 200 праць.
Лауреат Державної премії СРСР (1986).